# كارثيك (مغني)
كارثيك (بالهندية: कार्तिक؛ بالإنجليزية: Karthik) هو مغني هندي، ولد في 7 نوفمبر 1980.

## وصلات خارجية
- كارثيك على موقع IMDb (الإنجليزية)
- كارثيك على موقع ميوزك برينز (الإنجليزية)
- كارثيك على موقع ديسكوغز (الإنجليزية)